# El profesor Cero
 El profesor Cero  es una película de Argentina en blanco y negro dirigida por Luis César Amadori según su propio guion que se estrenó el 4 de febrero de 1942, y que tuvo como protagonistas a: Pepe Arias,
Zully Moreno, Enrique García Satur, Ada Cornaro y Osvaldo Miranda.

## Reparto
- Pepe Arias ... José Eluterio Costa "El Profesor Cero"
- Zully Moreno ... María Emilia Núñez / Zulema Ríos
- Enrique García Satur ... Don Teodoro Bargueño / Juan Aníbal Gómez
- Ada Cornaro
- Osvaldo Miranda ... Ernesto Barrera
- Juan José Piñeiro ... Raúl Seco
- Elvira Quiroga ... Doña Rosa
- Dolores ... Mabel Stephenson
- Baby Correa ... Doña Prudencia de Bargueño
- Julio Renato ... Jefe del Registro Civil
- Graciliano Batista
- Liana Moabro ... Rubia en el Dancing Plaza
- Carmen Giménez ... Tía de Ernesto
- Carlos Cores